# Quiñones de Benavente

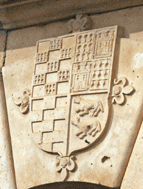
Escudo de la Casa del Cura de Valdelaguna

El linaje Quiñones de Benavente es una línea de la Casa de Quiñones surgida en el siglo XV a partir de la descendencia de Hernando (o Fernando según las fuentes) Díaz de Quiñones, tercer hijo de Diego Fernández de Quiñones I, merino Mayor de Asturias y de María Álvarez de Toledo (hija de Fernando Álvarez de Toledo y Leonor de Ayala). Era hermano menor de Suero de Quiñones, el del Paso Honroso.
Hernando se casó con Juana Díaz en Morata de Tajuña (Madrid), tuvo cinco hijos y cuatro hijas. Muerto en 1462, fue sepultado en la capilla mayor de la Iglesia de Nuestra Señora de la Asunción (Valdelaguna), entonces de Santa María, donde fundó una capellanía y mandó hacer un altar que se corresponde cronológicametne con las pinturas murales conservadas en el ábside. Las lápidas de su enterramiento y del de algunos de sus descendientes están documentadas en el crucero del templo hasta 1936 y desde 2002 se encuentran apiladas a la intemperie en un patio colindante. También en Valdelaguna se conserva un blasón, en la clave del arco de la portada de la denominada "Casa del Cura", con los símbolos de los Quiñones (Quiñones, Vigil, Toledo) y Daza.

## De Benavente
Hernando comenzó a utilizar el apelativo de Benavente, sustituyendo incluso en ocasiones al Quiñones, al establecerse en Valdelaguna, en aquel entonces una pequeña aldea recóndita, donde llegó huyendo desde Benavente (Zamora). En la versión más difundida sobre los motivos de esta huida se relaciona el hecho con una pendencia en el contexto de la corte de los condes de Benavente, de donde Hernando consiguió escapar gracias a la complicidad de su tía María de Quiñones, esposa de Alonso Pimentel y Enrquez tercer conde de Benavente. Este lance tuvo cierta difusión en su época y existen varias versiones del episodio, incluso Lope de Vega se inspiró en estos hechos para su obra La piedad ejecutada,(1599-1602).

## Descendencia de Hernando Díaz de Quiñones de Benavente
Desde Valdelaguna, la descenencia del primogénito de Hernando, Fernando de Quiñones de Benavente, pasó a la vecina localidad de Chinchón (Madrid), donde varios de su descendientes ocuparon el puesto de alcaldes ordinarios entre los siglos XVI y XVII, extendiéndose luego por la entonces diócesis de Toledo. De esta rama desciende el comediógrafo Luis Quiñones de Benavente (aunque hay controversia sobre este parentesco) y también hay que destacar al doctor Francisco de Quiñones de Benavente, siervo de Felipe II, consultor del Santo Oficio, casado con María Daza, matrimonio relacionado con el escudo de la Casa del Cura. Uno de sus hijos, el doctor Juan de Quiñones de Benavente, nacido en 1576, fue siervo de Felipe III y Felipe IV y fue autor de Discurso contra los gitanos (1632), mencionado por George Borrow en The Zincali.
Del segundo hijo de Hernando, Gómez de Quiñones de Benavente, cabe señalar a Diego Aponte Quiñones fallecido en 1599, natural de Villarejo de Salvanés, obispo de Oviedo primero y luego de Málaga. Fundó unas capellanías en la parroquia de Valdelaguna donde estaban sepultados sus ancestros, cuyas rentas fueron motivo de disputa hasta la supresión de mayorazgos en el siglo XIX lo que generó una considerable cantidad de documentación, conservada en gran medida en el Archivo Histórico Municipal de Chinchón y en el Parroquial de Valdelaguna. Estas capellanías explican el hecho de que la casa blasonada con los símbolos de los Quiñones en Valdelaguna sea a día de hoy la casa rectoral. Otro descendiente notable de esta rama es Suero Vigil de Quiñones, gobernador de La Paz.
Los hijos del noveno vástago de Hernando, Juan Quiñones de Benavente, hijo natural, casado en Chinchón con María Contreras, fueron Fernando Quiñones de Benavente, Caballero de Santiago, y Alfonso de Benavente Quiñones, también Caballero de Santiago y Comendador de Santa Cruz de la Zarza(Toledo).
Ya en el siglo XX, el militar, capitán y caballero de Santiago, Santiago Cerezo Martínez, perteneció a este linaje. Es uno de los muchos Quiñones que se extendieron por el entorno de Valdelaguna, Chinchón o Valdaracete, entre otros pueblos del sur de Madrid. A pesar de mantenerse el apellido de Quiñones durante mucho tiempo en la zona, acabó perdiéndose por afeminación. Sin embargo, en muchos casos se mantuvo el nombre propio como recuerdo de su ascendencia y, como en el caso que nos ocupa, el apelativo de Caballero de Santiago, en recuerdo al oficio de su antepasado.